# Stefanie Heinzmann
Stefanie Fabienne Heinzmann (ur. 10 marca 1989 w Eyholz) – szwajcarska piosenkarka muzyki soul. Zdobyła sławę na początku 2008, kiedy wygrała program SSDSDSSWEMUGABRTLAD organizowany przez Stefana Raaba w niemieckiej stacji telewizyjnej ProSieben.

## Kariera muzyczna
W 2005 dołączyła jako wokalistka do szkolnego zespołu Big Fish. 14 stycznia 2008 wydała debiutancki singiel "My Man Is A Mean Man", który uzyskał status złotej płyty w Niemczech oraz platynowej płyty w Szwajcarii. Dwa miesiące później wydał debiutancki album studyjny  pt. Masterplan, który również uzyskał status platynowej płyty w Szwajcarii. Została wkrótce uhonorowana wyróżnieniem Prix Walo, główną nagrodą szwajcarskiej branży rozrywkowej.
11 września 2009 wydała drugi album studyjny pt. Roots to Grow. Przez następne trzy lata koncertowała i kompletowała materiał na nowy album. W lutym 2012 wydała nowy singiel, a w marcu – album studyjny, zatytułowany po prostu Stefanie Heinzmann.

## Dyskografia
Albumy
| Rok  | Tytuł                                                    | Najwyższe pozycje na listach | Najwyższe pozycje na listach | Najwyższe pozycje na listach | Najwyższe pozycje na listach | Sprzedaż i certyfikaty                                  |
| Rok  | Tytuł                                                    | CHE                          | AUT                          | DEU                          | EUR                          | Sprzedaż i certyfikaty                                  |
| ---- | -------------------------------------------------------- | ---------------------------- | ---------------------------- | ---------------------------- | ---------------------------- | ------------------------------------------------------- |
| 2008 | Masterplan - Wydany: 7 marca 2008 - Formaty: CD          | 1                            | 5                            | 3                            | 8                            | - Sprzedaż CHE: 15,000+ - Certyfikaty IFPI: Złoto (CHE) |
| 2009 | Roots to Grow - Wydany 11 września 2009 - Formaty: CD    | 4                            | 41                           | 13                           | –                            |                                                         |
| 2012 | Stefanie Heinzmann - Wydany: 16 marca 2012 - Formaty: CD | 3                            | 8                            | 41                           | –                            |                                                         |
| 2015 | Chance of Rain - Wydany: 27 marca 2015 - Formaty: CD     | 4                            | –                            | 20                           | –                            |                                                         |

Single
| Rok  | Singel                             | Pozycje na listach | Pozycje na listach | Pozycje na listach | Pozycje na listach | Pozycje na listach | Album              |
| Rok  | Singel                             | CHE                | AUT                | DEU                | PL                 | EUR                | Album              |
| ---- | ---------------------------------- | ------------------ | ------------------ | ------------------ | ------------------ | ------------------ | ------------------ |
| 2008 | "My Man Is a Mean Man"             | 1                  | 5                  | 3                  | –                  | 8                  | Masterplan         |
| 2008 | "Like a Bullet"                    | 27                 | 53                 | 29                 | –                  | 163                | Masterplan         |
| 2008 | "Revolution"                       | 75                 | –                  | 47                 | –                  | –                  | Masterplan         |
| 2008 | "The Unforgiven"                   | 20                 | 30                 | 10                 | 9                  | –                  | Masterplan         |
| 2009 | "No One (Can Ever Change My Mind)" | 27                 | 71                 | 36                 | –                  | –                  | Roots to Grow      |
| 2009 | "Unbreakable/Stop"                 | –                  | 68                 | –                  | –                  | –                  | Roots to Grow      |
| 2010 | "Roots to Grow"                    | 56                 | –                  | 16                 | –                  | –                  | Roots to Grow      |
| 2012 | "Diggin' In The Dirt"              | 6                  | 29                 | 12                 | –                  | –                  | Stefanie Heinzmann |
| 2012 | "Show Me The Way"                  | –                  | –                  | –                  | –                  | –                  | Stefanie Heinzmann |
| 2012 | "Fire"                             | 53                 | –                  | –                  | –                  | –                  | Stefanie Heinzmann |
| 2015 | "In The End"                       | 9                  | 67                 | 25                 | –                  | –                  | Chance of Rain     |
| 2015 | "On Fire"                          | 47                 | –                  | –                  | –                  | –                  | Chance of Rain     |